# 8e étape du Tour d'Italie 2012
La 8e étape du Tour d'Italie 2012 s'est déroulée le dimanche 13 mai 2012, entre les villes de Sulmona et de Bagnoli Irpino sur 229 km.

## Déroulement de la course
Domenico Pozzovivo (Colnago-CSF Inox) s'impose sur cette étape, après avoir attaqué à 6 km de l'arrivée. Il devance de 23 secondes Beñat Intxausti (Movistar), sorti 1 km plus loin, et de 27 secondes Joaquim Rodríguez (Katusha), qui règle le groupe maillot rose pour la 3e place et les 8 secondes de bonifications qui vont avec. Grâce à celles-ci, Rodríguez devient 2e du classement général, à 9 s de Ryder Hesjedal (Garmin-Barracuda), toujours en rose. Intxausti remonte à la 5e place, à 35 secondes, et Fränk Schleck (RadioShack-Nissan) fait son entrée dans le Top 10, à 48 secondes. Damiano Caruso (Liquigas-Cannondale), 7e à 45 secondes, s'empare du maillot blanc et son équipe de la tête du classement par équipes au temps.

## Classement de l'étape
|    | Coureur            | Pays      | Équipe                       |    | Temps           |
| -- | ------------------ | --------- | ---------------------------- | -- | --------------- |
| 1  | Domenico Pozzovivo | Italie    | Colnago-CSF Inox             | en | 6 h 06 min 05 s |
| 2  | Beñat Intxausti    | Espagne   | Movistar                     | +  | 23 s            |
| 3  | Joaquim Rodríguez  | Espagne   | Katusha                      |    | 27 s            |
| 4  | Thomas De Gendt    | Belgique  | Vacansoleil-DCM              |    | 27 s            |
| 5  | Dario Cataldo      | Italie    | Omega Pharma-Quick Step      |    | 27 s            |
| 6  | Damiano Caruso     | Italie    | Liquigas-Cannondale          |    | 27 s            |
| 7  | Gianluca Brambilla | Italie    | Colnago-CSF Inox             |    | 27 s            |
| 8  | Bartosz Huzarski   | Pologne   | NetApp                       |    | 27 s            |
| 9  | José Rujano        | Venezuela | Androni Giocattoli-Venezuela |    | 27 s            |
| 10 | John Gadret        | France    | AG2R La Mondiale             |    | 27 s            |

## Classement général
|    | Coureur           | Pays       | Équipe                  |    | Temps            |
| -- | ----------------- | ---------- | ----------------------- | -- | ---------------- |
| 1  | Ryder Hesjedal    | Canada     | Garmin-Barracuda        | en | 32 h 23 min 25 s |
| 2  | Joaquim Rodríguez | Espagne    | Katusha                 | +  | 9 s              |
| 3  | Paolo Tiralongo   | Italie     | Astana                  |    | 15 s             |
| 4  | Roman Kreuziger   | Tchéquie   | Astana                  |    | 35 s             |
| 5  | Beñat Intxausti   | Espagne    | Movistar                |    | 35 s             |
| 6  | Ivan Basso        | Italie     | Liquigas-Cannondale     |    | 40 s             |
| 7  | Damiano Caruso    | Italie     | Liquigas-Cannondale     |    | 45 s             |
| 8  | Dario Cataldo     | Italie     | Omega Pharma-Quick Step |    | 46 s             |
| 9  | Fränk Schleck     | Luxembourg | RadioShack-Nissan       |    | 48 s             |
| 10 | Eros Capecchi     | Italie     | Liquigas-Cannondale     |    | 52 s             |

## Classements annexes

### Classement par points
|   | Cycliste             | Pays        | Équipe                       | Points |
| - | -------------------- | ----------- | ---------------------------- | ------ |
| 1 | Matthew Goss         | Australie   | Orica-GreenEDGE              | 65     |
| 2 | Mark Cavendish       | Royaume-Uni | Sky                          | 55     |
| 3 | Miguel Ángel Rubiano | Colombie    | Androni Giocattoli-Venezuela | 36     |

### Classement du meilleur grimpeur
|   | Cycliste             | Pays     | Équipe                       | Points |
| - | -------------------- | -------- | ---------------------------- | ------ |
| 1 | Miguel Ángel Rubiano | Colombie | Androni Giocattoli-Venezuela | 24     |
| 2 | Michał Gołaś         | Pologne  | Omega Pharma-Quick Step      | 16     |
| 3 | Paolo Tiralongo      | Italie   | Astana                       | 9      |

### Classement du meilleur jeune
|   | Cycliste       | Pays     | Équipe              |    | Temps            |
| - | -------------- | -------- | ------------------- | -- | ---------------- |
| 1 | Damiano Caruso | Italie   | Liquigas-Cannondale | en | 32 h 24 min 10 s |
| 2 | Rigoberto Urán | Colombie | Sky                 | +  | 8 s              |
| 3 | Sergio Henao   | Colombie | Sky                 |    | 25 s             |

### Classement par équipes

#### Classement au temps
|   | Équipe              | Pays       |    | Temps            |
| - | ------------------- | ---------- | -- | ---------------- |
| 1 | Liquigas-Cannondale | Italie     | en | 95 h 56 min 59 s |
| 2 | Astana              | Kazakhstan | +  | 27 s             |
| 3 | Garmin-Barracuda    | États-Unis |    | 45 s             |

#### Classement aux points
|   | Équipe            | Pays       | Points |
| - | ----------------- | ---------- | ------ |
| 1 | Garmin-Barracuda  | États-Unis | 184    |
| 2 | Orica-GreenEDGE   | Australie  | 133    |
| 3 | RadioShack-Nissan | Luxembourg | 114    |

## Abandons
- Daniele Bennati (RadioShack-Nissan) : non-partant
- Dennis van Winden (Rabobank) : abandon à la suite d'une douleur au genou